# Sebastián Ariel Méndez
Sebastián Ariel Méndez (Buenos Aires, 4 de julio de 1977), conocido como el Gallego, es un exjugador y entrenador argentino de fútbol. Actualmente sin club.

## Jugador
Se formó en las divisiones inferiores del Club Atlético Vélez Sarsfield, con el que debutó en la Primera División de Argentina en un partido ante el Club Deportivo Español, el 24 de julio de 1994. Vistió la "V azulada" hasta el año 2002 y logró alzarse con tres campeonatos argentinos y otros tres títulos internacionales. Disputó 237 cotejos nacionales e internacionales, anotando 3 goles.

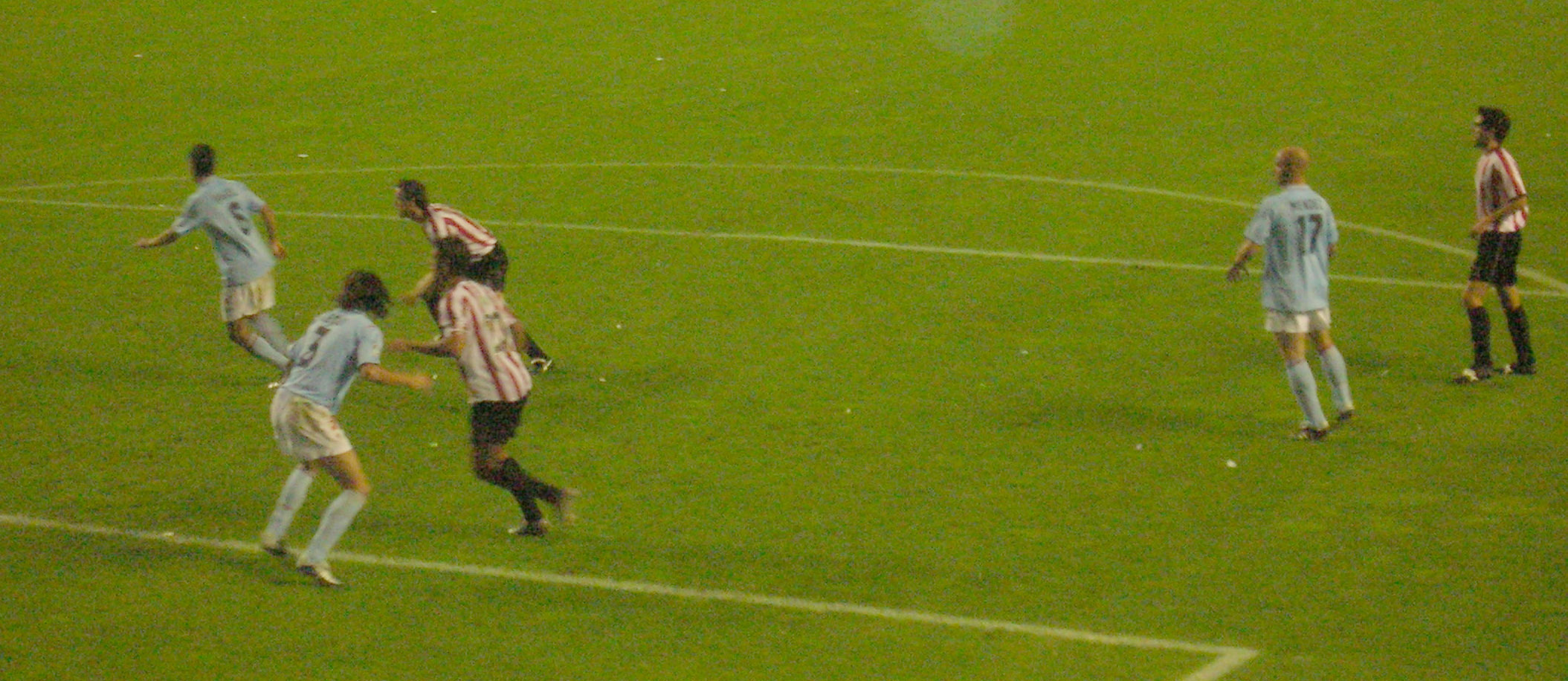
"El Gallego" Méndez en un partido durante su estancia en el Real Club Celta de Vigo

Luego militó en el fútbol español, jugando para el Celta de Vigo. A mediados del año 2006 volvió al fútbol argentino para desempeñarse en San Lorenzo de Almagro, con el que consiguió su cuarto título nacional. En 2009 obtuvo su quinto galardón nacional con el Club Atlético Banfield, el Torneo Apertura 2009, y posteriormente se retiró de la práctica profesional del fútbol.
A mediados de 2010 le preguntaron a Diego Maradona si le hubiese gustado jugar con Lionel Messi en el mismo equipo y sorprendió a todos con su respuesta: "hay una sola cosa de la que me arrepiento en mi carrera y es haberme retirado antes de poder jugar en un equipo con Sebastián "el Gallego" Méndez. Es para mí el mejor defensor que vi jugar al fútbol"

### Selección Argentina
En el año 1999 disputó dos partidos para la Selección Argentina sin llegar a convertir.

## Entrenador
Cuatro meses después de su retiro, el Gallego asumió interinamente el 4 de abril de 2010 como entrenador del Club Atlético San Lorenzo de Almagro tras la renuncia de Diego Simeone. Debutó el 7 del mismo mes en una derrota por 2 a 0 ante Banfield, pero no pudo entrar al campo de juego, ya que no había completado el curso de entrenador.
En el año 2010 fue ayudante de campo de Julio César Falcioni en Banfield. Con la ida del técnico a Boca Juniors, Méndez asumió el cargo de entrenador en enero de 2011. Dirigió todo el Torneo Clausura 2011, en el que su equipo terminó octavo con 27 puntos conquistados. El 27 de agosto de 2011, Méndez renunció a su cargo en el Taladro a causa de un mal arranque en el Torneo Apertura 2011, en el cual encadenó cuatro derrotas consecutivas, siendo éste el peor arranque del club desde que se establecieron los torneos cortos.
La temporada 2013/14 la empezó en Atlanta de la Primera B de Argentina, pero se fue en diciembre mientras estaba puntero porque, según sus palabras, el club mantenía deudas tanto con el cuerpo técnico como con los jugadores. En diciembre de ese año asumió como técnico del Club Atlético Platense en la misma división. Posteriormente fue técnico de Gimnasia de Jujuy, donde logró hacer una gran campaña, pero antes de que terminara el torneo y mientras el equipo estaba cerca de los puestos de ascenso dejó el cargo por motivos extrafutbolísticos.
Tiempo después fue presentado como nuevo entrenador de Godoy Cruz de la primera división del fútbol argentino. En diciembre de 2016, dejó el cargo por "motivos personales". En total, dirigió 19 partidos con 12 triunfos, 3 empates y 4 derrotas. En abril de 2017 llegó a Belgrano donde fue despedido unos meses más tarde por malos resultados.
El 15 de mayo de 2018, se anunció que sería el nuevo técnico de Palestino de Chile, para la segunda rueda de la Primera División de Chile 2018 y la Copa Chile del mismo año, reemplazando a su compatriota Germán Cavalieri. Ésta fue la primera experiencia de Méndez como entrenador en el extranjero. En enero de 2019 llegó al fútbol colombiano a dirigir al recién ascendido Cúcuta Deportivo en reemplazo de su compatriota Lucas Pusineri, que había abandonado el cargo para dirigir al Deportivo Cali. Con el equipo fronterizo tuvo un gran inicio ganando las primeras nueve fechas y siendo líder del campeonato, pero a partir de la fecha 10 ante Atlético Bucaramanga comenzó el declive al perder los partidos de forma consecutiva quedando finalmente en la posición 11 con 27 puntos, dirigiendo su último partido el 5 de mayo con victoria ante Junior de Barranquilla por 2-1. Luego de dirigir ese partido dejó la dirección técnica del Cúcuta Deportivo el 6 de mayo de 2019.
Desde finales de 2019 hasta noviembre de 2020, Méndez fue entrenador asistente de Diego Maradona en Gimnasia y Esgrima La Plata y actuó como entrenador en los partidos que Maradona no pudo asistir. Tras la muerte de Maradona el 25 de noviembre de 2020, se convirtió en técnico interino del club platense, pero renunció al día siguiente.
En enero de 2021, comenzó su segunda etapa en Godoy Cruz y reemplazó a Diego Martínez. En agosto del mismo año, presentó su renuncia tras los malos resultados del equipo en el torneo local. En el mes de octubre, fue presentado como entrenador del Club Tijuana. Se mantuvo en su cargo hasta mayo de 2022 donde dejó la dirección técnica por "razones personales".
El 11 de abril de 2023, fue oficializado como técnico de Unión de Santa Fe. El 25 de junio de 2023, el club santafesino anunció su renuncia de manera "unilateral e indeclinable", para asumir como entrenador de Vélez Sarsfield. Luego de salvar al equipo del descenso, presentó su renuncia al cargo en el mes de diciembre.
En junio de 2024, asumió como entrenador de Newell's Old Boys. Sin embargo, tres meses más tarde, presentó su renuncia al cargo después de una serie de malos resultados.

## Clubes

### Como jugador
| Club                | País                | Año                 | PJ  | Goles |
| ------------------- | ------------------- | ------------------- | --- | ----- |
| Selección Absoluta  | Argentina           | 1999                | 2   | 0     |
|                     |                     |                     |     |       |
| Vélez Sarsfield     | Argentina           | 1994 - 2002         | 237 | 3     |
| Celta de Vigo       | España              | 2002 - 2006         | 58  | 0     |
| San Lorenzo         | Argentina           | 2006 - 2009         | 77  | 2     |
| Banfield            | Argentina           | 2009                | 19  | 0     |
| Total en su carrera | Total en su carrera | Total en su carrera | 393 | 5     |

### Como entrenador
| Club              | País      | Año         |
| ----------------- | --------- | ----------- |
| San Lorenzo       | Argentina | 2010        |
| Banfield          | Argentina | 2011        |
| Atlanta           | Argentina | 2013 - 2014 |
| Platense          | Argentina | 2014        |
| Gimnasia (J)      | Argentina | 2015        |
| Godoy Cruz        | Argentina | 2016        |
| Belgrano          | Argentina | 2017        |
| Palestino         | Chile     | 2018        |
| Cúcuta Deportivo  | Colombia  | 2019        |
| Godoy Cruz        | Argentina | 2021        |
| Tijuana           | México    | 2021-2022   |
| Unión             | Argentina | 2023        |
| Vélez Sarsfield   | Argentina | 2023        |
| Newell's Old Boys | Argentina | 2024        |

### Como asistente técnico
| Club          | País      | Año       | Asistente de   |
| ------------- | --------- | --------- | -------------- |
| Gimnasia (LP) | Argentina | 2019-2020 | Diego Maradona |

## Estadísticas como entrenador
| Equipo                      | Div.                | Temporada           | Liga  | Liga | Liga | Liga | Liga |       | Copa | Copa | Copa | Copa  |   | Internacional | Internacional | Internacional | Internacional | Internacional |   | Otros | Otros | Otros | Otros |    | Totales | Totales     | Totales | Totales | Totales | Totales | Totales | Totales | Totales |
| Equipo                      | Div.                | Temporada           | Part. | G    | E    | P    | Pos. | Part. | G    | E    | P    | Part. | G | E             | P             | Pos.          | Part.         | G             | E | P     | Part. | G     | E     | P  | Puntos  | Rendimiento | GF      | GC      | Dif.    |         |         |         |         |
| --------------------------- | ------------------- | ------------------- | ----- | ---- | ---- | ---- | ---- | ----- | ---- | ---- | ---- | ----- | - | ------------- | ------------- | ------------- | ------------- | ------------- | - | ----- | ----- | ----- | ----- | -- | ------- | ----------- | ------- | ------- | ------- | ------- | ------- | ------- | ------- |
| San Lorenzo Argentina       | 1.ª                 | 2009-10             | 7     | 3    | 0    | 4    | 15.º | -     | -    | -    | -    | -     | - | -             | -             | -             | -             | -             | - | -     | 7     | 3     | 0     | 4  | 9/21    | 42.86%      | 9       | 10      | -1      |         |         |         |         |
| San Lorenzo Argentina       | Total               | Total               | 7     | 3    | 0    | 4    | -    | -     | -    | -    | -    | -     | - | -             | -             | -             | -             | -             | - | -     | 7     | 3     | 0     | 4  | 9/21    | 42.86%      | 9       | 10      | -1      |         |         |         |         |
| Banfield Argentina          | 1.ª                 | 2010-11             | 19    | 7    | 6    | 6    | 8.º  | -     | -    | -    | -    | -     | - | -             | -             | -             | -             | -             | - | -     | 19    | 7     | 6     | 6  | 27/57   | 47.37%      | 24      | 24      | +0      |         |         |         |         |
| Banfield Argentina          | 1.ª                 | 2011-12             | 4     | 0    | 0    | 4    | Inc. | -     | -    | -    | -    | -     | - | -             | -             | -             | -             | -             | - | -     | 4     | 0     | 0     | 4  | 0/12    | 0%          | 0       | 7       | -7      |         |         |         |         |
| Banfield Argentina          | Total               | Total               | 23    | 7    | 6    | 10   | -    | -     | -    | -    | -    | -     | - | -             | -             | -             | -             | -             | - | -     | 23    | 7     | 6     | 10 | 27/69   | 39.13%      | 24      | 31      | -7      |         |         |         |         |
| Atlanta Argentina           | 3.ª                 | 2013-14             | 15    | 6    | 6    | 3    | Inc. | -     | -    | -    | -    | -     | - | -             | -             | -             | -             | -             | - | -     | 15    | 6     | 6     | 3  | 24/45   | 53.33%      | 11      | 8       | +3      |         |         |         |         |
| Atlanta Argentina           | Total               | Total               | 15    | 6    | 6    | 3    | -    | -     | -    | -    | -    | -     | - | -             | -             | -             | -             | -             | - | -     | 15    | 6     | 6     | 3  | 24/45   | 53.33%      | 11      | 8       | +3      |         |         |         |         |
| Platense Argentina          | 3.ª                 | 2013-14             | 20    | 10   | 5    | 5    | 4.º  | -     | -    | -    | -    | -     | - | -             | -             | -             | 4             | 1             | 2 | 1     | 24    | 11    | 7     | 6  | 40/72   | 55.55%      | 36      | 24      | +12     |         |         |         |         |
| Platense Argentina          | 3.ª                 | 2014                | 5     | 1    | 2    | 2    | Inc. | -     | -    | -    | -    | -     | - | -             | -             | -             | -             | -             | - | -     | 5     | 1     | 2     | 2  | 5/15    | 33.33%      | 4       | 6       | -2      |         |         |         |         |
| Platense Argentina          | Total               | Total               | 25    | 11   | 7    | 7    | -    | -     | -    | -    | -    | -     | - | -             | -             | -             | 4             | 1             | 2 | 1     | 29    | 12    | 9     | 8  | 45/87   | 51.72%      | 40      | 30      | +10     |         |         |         |         |
| Gimnasia de Jujuy Argentina | 2.ª                 | 2015                | 23    | 9    | 8    | 6    | Inc. | 1     | 0    | 0    | 1    | -     | - | -             | -             | -             | -             | -             | - | -     | 24    | 9     | 8     | 7  | 35/72   | 48.61%      | 24      | 24      | +0      |         |         |         |         |
| Gimnasia de Jujuy Argentina | Total               | Total               | 23    | 9    | 8    | 6    | -    | 1     | 0    | 0    | 1    | -     | - | -             | -             | -             | -             | -             | - | -     | 24    | 9     | 8     | 7  | 35/72   | 48.61%      | 24      | 24      | +0      |         |         |         |         |
| Godoy Cruz Argentina        | 1.ª                 | 2016                | 17    | 10   | 3    | 4    | 2.º  | 3     | 2    | 0    | 1    | -     | - | -             | -             | -             | -             | -             | - | -     | 20    | 12    | 3     | 5  | 39/60   | 65%         | 31      | 18      | +13     |         |         |         |         |
| Godoy Cruz Argentina        | 1.ª                 | 2016-17             | 14    | 5    | 2    | 7    | Inc. | -     | -    | -    | -    | -     | - | -             | -             | -             | -             | -             | - | -     | 14    | 5     | 2     | 7  | 17/42   | 40.47%      | 14      | 21      | -7      |         |         |         |         |
| Belgrano Argentina          | 1.ª                 | 2016-17             | 12    | 3    | 4    | 5    | 28.º | 3     | 0    | 2    | 1    | -     | - | -             | -             | -             | -             | -             | - | -     | 15    | 3     | 6     | 6  | 15/36   | 33.33%      | 14      | 19      | -5      |         |         |         |         |
| Belgrano Argentina          | 1.ª                 | 2017-18             | 6     | 2    | 3    | 1    | Inc. | -     | -    | -    | -    | -     | - | -             | -             | -             | -             | -             | - | -     | 6     | 2     | 3     | 1  | 9/18    | 50%         | 4       | 3       | +1      |         |         |         |         |
| Belgrano Argentina          | Total               | Total               | 18    | 5    | 7    | 6    | -    | 3     | 0    | 2    | 1    | -     | - | -             | -             | -             | -             | -             | - | -     | 21    | 5     | 9     | 7  | 24/63   | 38.1%       | 18      | 22      | -4      |         |         |         |         |
| Palestino · Chile           | 1.ª                 | 2018                | 11    | 1    | 5    | 5    | Inc. | 7     | 4    | 3    | 0    | -     | - | -             | -             | -             | -             | -             | - | -     | 18    | 5     | 8     | 5  | 23/54   | 42.59%      | 25      | 25      | +0      |         |         |         |         |
| Palestino · Chile           | Total               | Total               | 11    | 1    | 5    | 5    | -    | 7     | 4    | 3    | 0    | -     | - | -             | -             | -             | -             | -             | - | -     | 18    | 5     | 8     | 5  | 23/54   | 42.59%      | 25      | 25      | +0      |         |         |         |         |
| Cúcuta Deportivo · Colombia | 1.ª                 | 2019-A              | 20    | 8    | 3    | 9    | 11.º | 6     | 1    | 5    | 0    | -     | - | -             | -             | -             | -             | -             | - | -     | 26    | 9     | 8     | 9  | 35/78   | 44.88%      | 34      | 35      | -1      |         |         |         |         |
| Cúcuta Deportivo · Colombia | Total               | Total               | 20    | 8    | 3    | 9    | -    | 6     | 1    | 5    | 0    | -     | - | -             | -             | -             | -             | -             | - | -     | 26    | 9     | 8     | 9  | 35/78   | 44.88%      | 34      | 35      | -1      |         |         |         |         |
| Godoy Cruz Argentina        | 1.ª                 | 2021                | 9     | 3    | 1    | 5    | Inc. | 14    | 5    | 3    | 6    | -     | - | -             | -             | -             | -             | -             | - | -     | 23    | 8     | 4     | 11 | 28/69   | 40.58%      | 30      | 39      | -9      |         |         |         |         |
| Godoy Cruz Argentina        | Total               | Total               | 40    | 18   | 6    | 16   | -    | 17    | 7    | 3    | 7    | -     | - | -             | -             | -             | -             | -             | - | -     | 57    | 25    | 9     | 23 | 84/171  | 49.12%      | 75      | 78      | -3      |         |         |         |         |
| Tijuana · México            | 1.ª                 | 2021-A              | 5     | 2    | 2    | 1    | 18.º | -     | -    | -    | -    | -     | - | -             | -             | -             | -             | -             | - | -     | 5     | 2     | 2     | 1  | 8/15    | 53.33%      | 7       | 6       | +1      |         |         |         |         |
| Tijuana · México            | 1.ª                 | 2022-C              | 17    | 4    | 5    | 8    | Inc. | -     | -    | -    | -    | -     | - | -             | -             | -             | -             | -             | - | -     | 17    | 4     | 5     | 8  | 17/51   | 33.33%      | 14      | 26      | -12     |         |         |         |         |
| Tijuana · México            | Total               | Total               | 22    | 6    | 7    | 9    | -    | -     | -    | -    | -    | -     | - | -             | -             | -             | -             | -             | - | -     | 22    | 6     | 7     | 9  | 25/66   | 37.88%      | 21      | 32      | -11     |         |         |         |         |
| Unión Argentina             | 1.ª                 | 2023                | 10    | 4    | 4    | 2    | Inc. | 1     | 0    | 1    | 0    | -     | - | -             | -             | -             | -             | -             | - | -     | 11    | 4     | 5     | 2  | 17/33   | 51.51%      | 11      | 7       | +4      |         |         |         |         |
| Unión Argentina             | Total               | Total               | 10    | 4    | 4    | 2    | -    | 1     | 0    | 1    | 0    | -     | - | -             | -             | -             | -             | -             | - | -     | 11    | 4     | 5     | 2  | 17/33   | 51.51%      | 11      | 7       | +4      |         |         |         |         |
| Vélez Sarsfield Argentina   | 1.ª                 | 2023                | 6     | 2    | 3    | 1    | 25.º | 15    | 6    | 5    | 4    | -     | - | -             | -             | -             | -             | -             | - | -     | 21    | 8     | 8     | 5  | 32/63   | 50.8%       | 23      | 19      | +4      |         |         |         |         |
| Vélez Sarsfield Argentina   | Total               | Total               | 6     | 2    | 3    | 1    | -    | 15    | 6    | 5    | 4    | -     | - | -             | -             | -             | -             | -             | - | -     | 21    | 8     | 8     | 5  | 32/63   | 50.8%       | 23      | 19      | +4      |         |         |         |         |
| Newell's Old Boys Argentina | 1.ª                 | 2024                | 9     | 1    | 4    | 4    | Inc. | 1     | 0    | 1    | 0    | -     | - | -             | -             | -             | -             | -             | - | -     | 10    | 1     | 5     | 4  | 8/30    | 26.67%      | 3       | 10      | -7      |         |         |         |         |
| Newell's Old Boys Argentina | Total               | Total               | 9     | 1    | 4    | 4    | -    | 1     | 0    | 1    | 0    | -     | - | -             | -             | -             | -             | -             | - | -     | 10    | 1     | 5     | 4  | 8/30    | 26.67%      | 3       | 10      | -7      |         |         |         |         |
| Total en su carrera         | Total en su carrera | Total en su carrera | 229   | 81   | 66   | 82   | -    | 51    | 18   | 20   | 13   | -     | - | -             | -             | -             | 4             | 1             | 2 | 1     | 284   | 100   | 88    | 96 | 388/852 | 45.54%      | 318     | 331     | -13     |         |         |         |         |
| 1. 2.                       |                     |                     |       |      |      |      |      |       |      |      |      |       |   |               |               |               |               |               |   |       |       |       |       |    |         |             |         |         |         |         |         |         |         |

#### Resumen por competencias
| Competición                   | PD  | G   | E  | P  | GF  | GC  | Dif. | Rendimiento | Mejor Resultado  |
| ----------------------------- | --- | --- | -- | -- | --- | --- | ---- | ----------- | ---------------- |
| Primera B Metropolitana       | 44  | 18  | 15 | 11 | 51  | 38  | +13  | 52.27%      | 4.º lugar        |
| Primera B Nacional            | 23  | 9   | 8  | 6  | 24  | 23  | +1   | 50.72%      | 4.º lugar        |
| Primera División de Argentina | 113 | 40  | 33 | 40 | 116 | 130 | -14  | 45.13%      | Subcampeón       |
| Copa Argentina                | 10  | 3   | 5  | 2  | 12  | 10  | +2   | 46.67%      | Octavos de final |
| Copa de la Liga Profesional   | 27  | 10  | 7  | 10 | 35  | 38  | -3   | 45.68%      | 10.º Lugar       |
| Primera División de Chile     | 11  | 1   | 5  | 5  | 13  | 19  | -6   | 24.24%      | 13.º Lugar       |
| Copa Chile                    | 7   | 4   | 3  | 0  | 12  | 6   | +6   | 71.43%      | Semifinales      |
| Categoría Primera A           | 20  | 8   | 3  | 9  | 25  | 27  | -2   | 45%         | 11.º Lugar       |
| Copa Colombia                 | 6   | 1   | 5  | 0  | 9   | 8   | +1   | 44.45%      | Fase de grupos   |
| Liga MX                       | 22  | 6   | 7  | 9  | 21  | 32  | -11  | 37.88%      | 17.º Lugar       |
| Total                         | 284 | 100 | 88 | 96 | 318 | 331 | -13  | 45.54%      | Sin títulos      |

## Palmarés

### Como jugador

#### Campeonatos nacionales
| Título           | Club            | País      | Año      |
| ---------------- | --------------- | --------- | -------- |
| Primera División | Vélez Sarsfield | Argentina | A - 1995 |
| Primera División | Vélez Sarsfield | Argentina | C - 1996 |
| Primera División | Vélez Sarsfield | Argentina | C - 1998 |
| Primera División | San Lorenzo     | Argentina | C - 2007 |
| Primera División | Banfield        | Argentina | A - 2009 |

#### Copas internacionales
| Título                       | Club            | Sede         | Año  |
| ---------------------------- | --------------- | ------------ | ---- |
| Copa Libertadores de América | Vélez Sarsfield | São Paulo    | 1994 |
| Copa Intercontinental        | Vélez Sarsfield | Tokio        | 1994 |
| Copa Interamericana          | Vélez Sarsfield | Buenos Aires | 1996 |
| Supercopa                    | Vélez Sarsfield | Buenos Aires | 1996 |
| Recopa Sudamericana          | Vélez Sarsfield | Kōbe         | 1997 |

## Controversia conFalcao
Contexto: en el año 2008 en un partido entre San Lorenzo y River Plate en una acción fortuita de juego el delantero colombiano Radamel Falcao García lesionó gravemente a Sebastián en una de sus rodillas lo cual lo dejo un tiempo por fuera de las canchas. Meses después y ya recuperado y nuevamente en un partido entre estos dos clubes Sebastián le propinó una durísima patada voladora por la espalda a Falcao por lo que fue inmediatamente expulsado y criticado.

Declaraciones de Sebastián: "Si quería, lo lastimaba de verdad. NO me salió hacerlo y fue una verdadera estupidez (...) fue algo instintivo", además añadió que "Falcao me dejó dos mensajes disculpándose y yo lo invite a que nos agarraramos a trompadas, hubiera sido mucho más correcto que romperlo", años más tarde y viviendo en Colombia comentó que: "Me gustaría tomarme un café con Falcao" aludiendo a que ya es algo que quedó en el pasado y no hay rencores.